# Gobackberget-Berttjärnhallen
Gobackberget-Berttjärnhallen är ett naturreservat i Torsby kommun i Värmlands län.
Området är naturskyddat sedan 2016 och är 1 170 hektar stort. Reservatet omfattar ett långsmalt skogsområde med förekomst av sjö, myr och kärr. Skogen består av gammal barrskog med inslag av brandpräglad tallskog.